# Liboso di Vaga
Liboso (... – Cartagine, III secolo) fu un martire, venerato dalla Chiesa cattolica.

## Dati storici e culto
Liboso fu vescovo di Vaga, nella provincia romana dell'Africa Proconsolare, località identificata con la città di Béja in Tunisia.
Storicamente Liboso è documentato in due occasioni. Nell'autunno del 254 fu tra i prelati che presero parte al concilio cartaginese che condannò due vescovi spagnoli, Basilides di León e Marziale di Mérida, che avevano abiurato la fede cattolica durante la persecuzione di Decio. Il nome di Liboso, senza indicazione della sede vescovile di appartenenza, compare nell'incipit della lettera sinodale, assieme agli altri 36 vescovi che presero parte a questo concilio.
Liboso inoltre prese parte al concilio di Cartagine del 1º settembre 256, dove fu discussa la validità del battesimo amministrato dagli eretici e fu confermata la necessità di ribattezzare coloro che, provenienti da una Chiesa scismatica o eretica, chiedevano di entrare a far parte della Chiesa cattolica. In questo concilio gli 85 vescovi presenti furono chiamati ad esprimere ciascuno il proprio parere sulla questione in discussione: Liboso si espresse per 30º e il suo parere compare nella lettera sinodale, nota con il nome di Sententiae episcoporum:
Liboso subì il martirio durante la persecuzione dell'imperatore Valeriano, dopo il 258.
Il santo era già menzionato nel Martirologio geronimiano. Il Martirologio Romano, riformato a norma dei decreti del concilio Vaticano II, commemora san Liboso il 29 dicembre, ricordandolo con queste parole: